# Ron Ely
Ronald Pierce Ely (Hereford, 21 de junho de 1938 – Los Alamos, 29 de setembro de 2024) foi um ator e romancista norte-americano, mais conhecido por ter vivido Tarzan na série de TV da década de 1960.

## Biografia
Na década de 1950, estudou na Universidade de Austin, Texas. Desejando ser ator, fez pontas em alguns dos grandes filmes de Hollywood, como "The Remarkable Mr. Pennypacker", estrelado por Clifton Webb, notório homossexual de Hollywood, que tentou seduzir o iniciante ator.[carece de fontes?]
Quando Cliffton comprou duas entradas para ele e Ely assistirem a peça "Nude with Violin", com Noël Coward, Webb perguntou a Ron o que tinha achado da peça, que respondeu: "Achei boa, mas aquele tal de Coward…como vou dizer…" fazendo um gesto de desmunheca. O veterano ator ficou furioso e tentou boicotar Ely de Hollywood.[carece de fontes?] Na verdade, ele nunca atingiu um status de grande astro, fazendo participações em alguns filmes para o cinema e em séries de televisão também.
Em 1960, Ely foi escalado no elenco de uma série de tevê da CBS, chamada The Aquanauts (1960-1961). "The Aquanauts" foi cancelada após uma única temporada, mas sem desanimar, o ator continuou perseguindo o reconhecimento profissional em vários outros filmes. Sua maior oportunidade ainda estaria por vir no ano de 1966, quando foi escalado no papel principal de Tarzan, na série de tevê de mesmo nome.

### Tarzane o estrelato
Foi o 15º ator a interpretar Tarzan nas telas. Sy Weintraub, planejou inicialmente a série televisiva para Mike Henry, depois dos três filmes que produziu com ele para o cinema, mas devido a problemas internos entre o ator e o produtor, Henry se desligou do personagem e dos planos da série de TV. Porém, Weintraub já notara um jovem ator texano de 28 anos e 1,93 m de altura, de fluente cultura, e que já lera muitos dos romances de Tarzan escritos por Edgar Rice Burroughs. Este jovem era Ron Ely.
Para surpresa de Sy Weintraub, o jovem Ron conhecia detalhes dos livros de Burroughs sobre Tarzan, e por isto adotou uma caracterização mais acadêmica do personagem do que feita pelos atores anteriores.
Na série de TV, Earl Greystoke, ainda bebê, fica órfão depois que seus pais americanos morrem em um acidente de aeroplano no continente africano. Achado e criado pelos grandes macacos, o menino recebe o nome de Tarzan, que significa "pele branca". Não muito tempo depois, o jovem Earl é resgatado pelos parentes e levado para os Estados Unidos, onde recebe educação e entra para a Universidade, tornando-se um fenômeno dos esportes, inclusive no karatê, esporte que ele dominava. Decepcionado com a civilização, Earl volta para a Selva Africana, tornando-se novamente Tarzan.

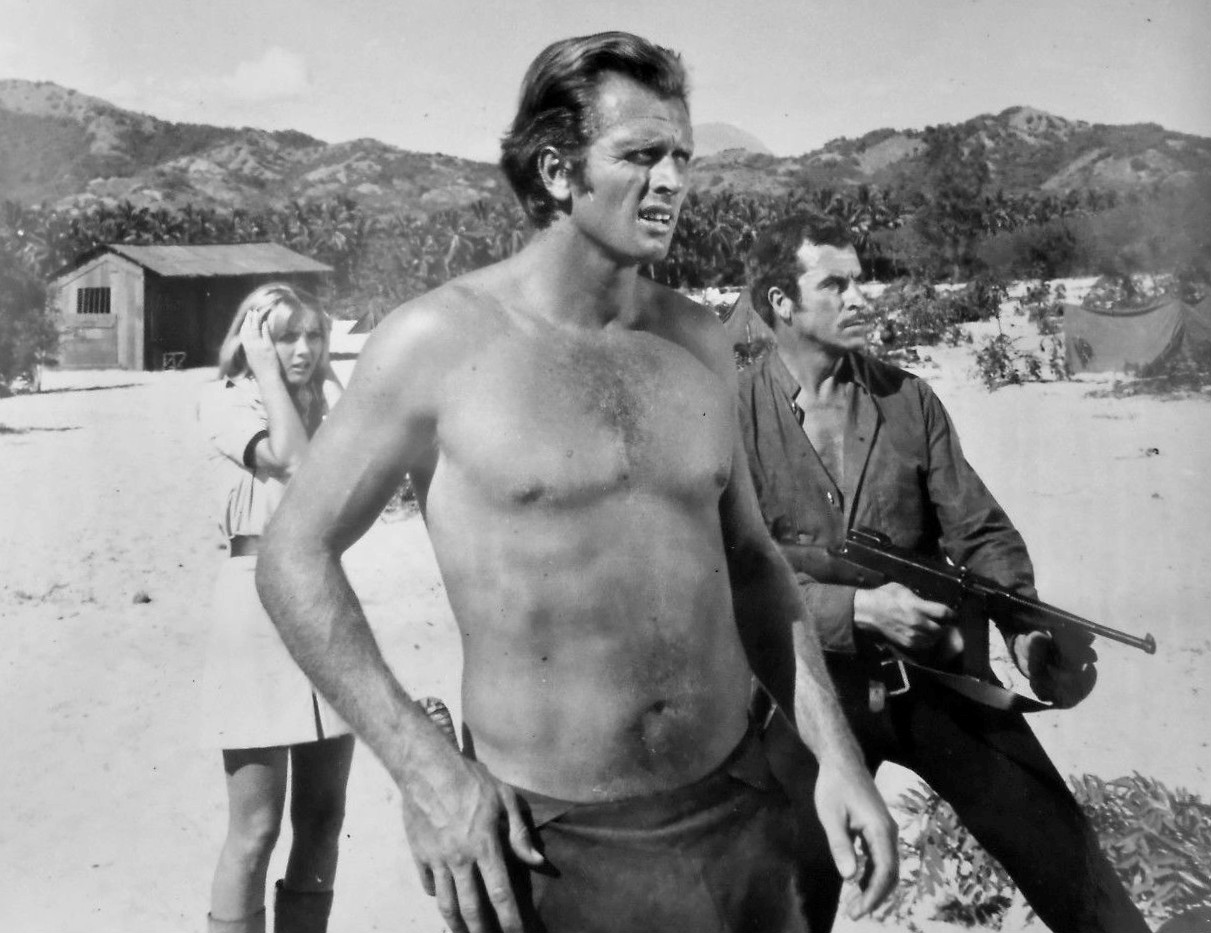
Ely (ao centro) como Tarzan em 1968

Apesar de algumas diferenças entre a caracterização de Ely com o personagem original de Burroughs, a atuação de Ron é tida como a mais próxima do personagem descrito por Burroughs, embora ele não se beneficie da personagem Jane, sua esposa, abordada nos filmes de Johnny Weissmuller, Lex Barker, e Gordon Scott. Ao invés disso, Tarzan cuida de um menino, também órfão, de nome Jay, interpretado por Manuel Padilla Junior.
Nos livros, Tarzan jamais frequentaria uma Universidade, mas tinha o dom de aprender as coisas com facilidade. Aprende várias línguas ocidentais, aprende a dirigir carros e a pilotar aviões, e várias técnicas de lutas, e também é um homem viajado. Outra diferença do Tarzan da série de TV e dos livros originais, é que Ely é louro, não correspondendo a descrição física do Homem-Macaco nos romances de Edgar — a de um "gigante branco de cabelos negros, e 6 pés de altura e 6 polegadas", ou seja, cerca de 1,93 m, a mesma altura de Ron.
Como nos três filmes estrelados por Mike Henry, Weintraub rodou os episódios de sua série com Ely no Brasil e no México, sem os incidentes anteriores que causaram o afastamento de Henry. No entanto, terminantemente, recusou usar dublês para suas cenas de perigo (que incluíam balançar em cipós, lutar com feras e rolar em penhascos, locomoção, e travessias de pântanos utilizando-se apenas de cipós, pulos e mergulhos de altíssimas cachoeiras), e frequentemente saía ferido ou com alguma fratura. Estas cenas de ação e aventura de Ron exigiam demais de seu físico avantajado. As situações de perigo eram gravadas como se o ator tivesse com o corpo tomado, possesso por alguma força inimaginável e jamais vista. Muitas vezes ele atuava sentindo terríveis dores, quase que insuportáveis, advindas das consequências dos momentos de tensão e de ação exigidos pelos diretores. Mas nunca deixou de asseverar: "Tarzan é o papel que venho esperando a minha vida toda".
O diretor James Komack, que dirigiu alguns episódios da série, numa entrevista dada para a revista TV Guide, disse certa vez ter ouvido de Ron Ely a seguinte frase: "Essa é a minha grande chance. Eu nunca tive um papel de destaque. Eu nunca estive numa série de qualidade. É uma boa sensação, tão boa que, de certo modo, custo muito a acreditar que me machucarei seriamente". A palavra "seriamente" era utilizada de forma muito subjetiva por Ron Ely. Na verdade, frequentes suturas múltiplas, costumeiros pontos no corpo todo, ossos quebrados constantemente e músculos repetidas vezes distendidos era o que mais se via no ator. Não só para mim, mas para qualquer pessoa em sã consciência, tais consequências podem traduzir realmente graves ferimentos e terríveis machucados. E essa não foi uma observação isolada do diretor. Uma outra observação no mesmo sentido também veio do próprio Ron Ely. "Se é algo que eu sinto que posso fazer, eu devo fazer sozinho", disse Ely. "Não é bom vender algo que não seja verdade. Eu quero fazer com que o telespectador acredite que eu sou Tarzan". E Ron Ely realmente convenceu, não obstante as escoriações, os hematomas, os tombos, as fraturas, os cortes, os machucados e os inúmeros riscos à sua integridade física e à própria vida. Um ator extremamente profissional, preocupado com o respeito e a opinião de seus fãs e dos envolvidos nas filmagens.
A série encerrou com 57 episódios e duas temporadas produzidas. Sobre Tarzan, Ely citou certa vez:: "Ler sempre as histórias originais de Tarzan, pois elas são bonitas e fascinantes. Sobre um homem educado que retorna ao ambiente que conhece melhor… a selva. Lá, procura a verdade, a honra, e a humanidade perdida do homem pelo homem. Este Tarzan é o papel que venho esperando toda minha vida."

### Trabalhos posteriores
Com encerramento da série, Ely fez participações especiais em outras séries para a Televisão, como Mulher-Maravilha, estrelado por Lynda Carter e A Ilha da Fantasia, estrelado por Ricardo Montalban, ambos da década de 1970. Em 1975, fez um piloto para um projeto de série de TV intitulado Doc Savage: The Man of Bronze" encarnando o personagem título das revistas pulp e das histórias em quadrinhos criado nos anos de 1930, contudo, o projeto foi cancelado, sobrando apenas o piloto, exibido como um longa-metragem.
Em 1987, Ely foi escalado para reviver o mergulhador Mike Nelson, personagem vivido na TV por Lloyd Bridges na nova versão da série televisiva Sea Hunt mas o programa não deu certo, e depois de produzidos poucos episódios, foi cancelado.
Ely embarcou em uma carreira profissional de escritor e escreveu dois romances policiais publicados com o detetive particular Jake Sands: Night Shadows (1994) e East Beach (1995).
Na década de 1990, os papéis de Ely incluíam uma variante aposentada do Superman de um universo alternativo  no episódio "The Road to Hell" de Superboy, e o caçador Gordon Shaw no episódio "Tarzan the Hunted" de Tarzán. Até cerca de 2001, Ely fez aparições em programas de televisão como Sheena e Renegade.
Ely se aposentou da atuação em 2001, mas voltou a atuar com uma aparição no filme para televisão Expecting Amish (2014).

### Vida pessoal e morte
Em 1984, casou com Valerie Lundeen (Valerie Lundeen Ely), modelo e Miss Airlines Internacional de 1980, Miss Miami e Miss Flórida de 1981, e tiveram três filhos, as gêmeas Kirsten e Kaitland e Cameron Ely, que nasceu em 1989. Na noite de 15 de outubro de 2019, Cameron Ely matou a sua mãe a facadas, Valerie Ely, e foi morto a tiros pela polícia com 24 disparos efetuados por diversos policiais.
Em 2020, o ator abriu um processo de homicídio culposo e danos, contra a polícia de Santa Bárbara, na Califórnia, cidade onde mora e local da ocorrência policial que resultou na morte do seu filho.
Ron Ely morreu na casa de sua filha no Condado de Santa Bárbara, Califórnia, em 29 de setembro de 2024, aos 86 anos.

## Filmografia parcial
- 1959 - The Remarkable Mr. Pennypacker
- 1965 - Um Beijo antes de morrer/!Once a before I Die
- 1966/68 - Tarzan (série de televisão)
- 1968 - Tarzan and the Four O'Clock Army
- 1970 - A Revolta de Tarzan/Tarzan's Jungle Rebellion
- 1970 - Tarzan e o Silêncio mortal/Tarzan’s Deadly Silence
- 1971 - Tarzan and the Perils of Charity Jones
- 1972 - Allelluia and Sartana Strike Again
- 1972 - Cry of the Black Wolves
- 1975 - Doc Savage
- 1987 - Aventura Submarina/Sea Hunt-TV Séries